# Championnat de Tchécoslovaquie de football 1971-1972
Navigation
Saison précédente Saison suivante
La saison 1971-1972 du Championnat de Tchécoslovaquie de football est la 41e édition du championnat de première division en Tchécoslovaquie. Les seize meilleurs clubs du pays se retrouvent au sein d'une poule unique, la First League, où les formations s'affrontent deux fois, à domicile et à l'extérieur. À l'issue du championnat, les deux derniers du classement sont relégués et remplacés par les deux meilleurs clubs de II. Liga, la deuxième division tchécoslovaque.
C'est le club du FC Spartak Trnava, tenant du titre, qui termine à nouveau en tête du classement du championnat avec deux points sur le SK Slovan Bratislava et neuf sur un duo composé du Dukla Prague et du VSS Kosice. C'est le 4e titre (en cinq saisons) de champion de Tchécoslovaquie de l'histoire du club.

## Les 16 clubs participants
| - Dukla Prague - AC Sparta Prague - FK Inter Bratislava - SK Slovan Bratislava - Jednota Trencin - TJ ZVL Žilina - VSS Kosice - TZ Trinec | - Zbrojovka Brno - Promu de II. Liga - FC Banik Ostrava - Lokomotiva Kosice - AC Nitra - Promu de II. Liga - Sklo Union Teplice - SK Slavia Prague - Spartak Trnava - Tatran Presov |

## Compétition

### Classement
Le barème utilisé pour établir le classement est le suivant :
- Victoire : 2 points
- Match nul : 1 point
- Défaite : 0 point

| Rang | Équipe                | Pts | J  | G  | N  | P  | Bp | Bc | Diff |
| ---- | --------------------- | --- | -- | -- | -- | -- | -- | -- | ---- |
| 1    | FC Spartak Trnava (T) | 44  | 30 | 17 | 10 | 3  | 60 | 25 | +35  |
| 2    | ŠK Slovan Bratislava  | 42  | 30 | 18 | 6  | 6  | 68 | 37 | +31  |
| 3    | Dukla Prague          | 35  | 30 | 14 | 7  | 9  | 56 | 40 | +16  |
| 4    | VSS Košice            | 35  | 30 | 12 | 11 | 7  | 38 | 28 | +10  |
| 5    | TJ ZVL Žilina         | 31  | 30 | 12 | 7  | 11 | 39 | 35 | +4   |
| 6    | AC Sparta Prague (C)  | 31  | 30 | 13 | 5  | 12 | 50 | 52 | -2   |
| 7    | SK Slavia Prague      | 28  | 30 | 13 | 2  | 15 | 30 | 37 | -7   |
| 8    | FC Lokomotíva Košice  | 28  | 30 | 11 | 6  | 13 | 33 | 44 | -11  |
| 9    | Sklo Union Teplice    | 27  | 30 | 9  | 9  | 12 | 36 | 37 | -1   |
| 10   | AC Nitra (P)          | 27  | 30 | 10 | 7  | 13 | 31 | 41 | -10  |
| 11   | Tatran Prešov         | 27  | 30 | 10 | 7  | 13 | 31 | 42 | -11  |
| 12   | FC Baník Ostrava      | 26  | 30 | 10 | 6  | 14 | 39 | 41 | -2   |
| 13   | TŽ Trinec             | 26  | 30 | 9  | 8  | 13 | 41 | 46 | -5   |
| 14   | Zbrojovka Brno (P)    | 25  | 30 | 8  | 9  | 13 | 42 | 61 | -19  |
| 15   | FK Inter Bratislava   | 24  | 30 | 8  | 8  | 14 | 35 | 42 | -7   |
| 16   | Jednota Trencin       | 24  | 30 | 9  | 6  | 15 | 31 | 52 | -21  |

|  | Qualification pour la Coupe d'Europe des clubs champions 1972-1973                                |
|  | Qualification pour la Coupe des Coupes 1972-1973                                                  |
|  | Qualification pour la Coupe UEFA 1972-1973                                                        |
|  | Relégation en II. Liga                                                                            |
|  | (T) Tenant du titre (C) Vainqueur de la Coupe du Tchécoslovaquie (P) : Promu de deuxième division |

## Bilan de la saison
| Championnat de Tchécoslovaquie de football 1971-1972 |                              |
| Champion                                             | FC Spartak Trnava (4e titre) |
| Coupes et trophées                                   |                              |
| Vainqueur de la Coupe de Tchécoslovaquie 1971-1972   | AC Sparta Prague             |
| Qualifications continentales                         |                              |
| Coupe d'Europe des clubs champions 1972-1973         | FC Spartak Trnava            |
| Coupe des Coupes 1972-1973                           | AC Sparta Prague             |
| Coupe UEFA 1972-1973                                 | SK Slovan Bratislava         |
| Coupe UEFA 1972-1973                                 | Dukla Prague                 |
| Promotions et relégations                            |                              |
| Promus en I. Liga                                    | Spartak Hradec Králové       |
| Promus en I. Liga                                    | Skoda Plzen                  |
| Relégués en II. Liga                                 | FK Inter Bratislava          |
| Relégués en II. Liga                                 | Jednota Trencin              |